# Thor DSV-2U
O Thor DSV-2U ou Thor LV-2F Star-37XE Star-37S-ISS foi um sistema de lançamento descartável estadunidense usado para lançar cinco satélites meteorológicos Defense Meteorological Satellite Program, entre 1976 e 1980. Foi um membro da família de foguetes Thor, e um derivado do Thor DSV-2.
O primeiro estágio foi um míssil Thor na configuração do DM-19. O Star-37XE foi usado como segundo estágio e o terceiro estágio foi a Star-37S-ISS. Todos os cinco lançamentos foram realizados a partir do Complexo de Lançamento Espacial 10W na Base da Força Aérea de Vandenberg. O último lançamento falhou devido a uma avaria durante a separação dos segundo e terceiro estágios que destruiu a fiação da sonda.

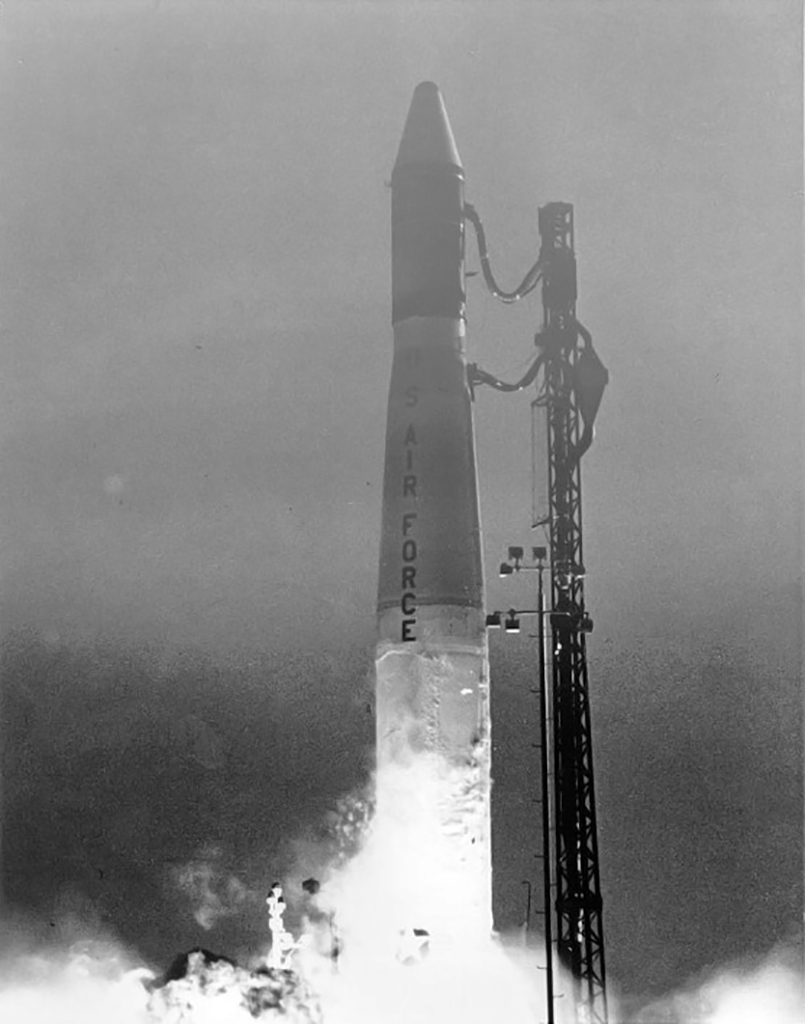
Lançamento do último Thor DSV-2U transportando o DMSP-5D1 F5 JunoNet Yloxo